# Technomyrmex anterops
Technomyrmex anterops é uma espécie de formiga do gênero Technomyrmex.